# Балда (игра)
«Балда» — лингвистическая настольная игра для 2—4 игроков, в которой необходимо составлять слова с помощью букв, добавляемых на квадратное игровое поле. В наиболее популярном варианте игры, который имеет множество компьютерных реализаций, слова составляются посредством переходов от буквы к букве под прямым углом. Правила варианта игры под названием «Королевский квадрат» допускают диагональные переходы.

## Описание

Вариант игры без диагональных ходов (с ходами только по горизонтали и по вертикали)

В одном из широко распространённых вариантов игровое поле представляет собой 25-клеточную квадратную таблицу, ячейки (клетки) центральной строки которой содержат по одной букве, а строка целиком — произвольное 5-буквенное нарицательное имя существительное в именительном падеже и единственном числе (множественном числе, если слово не имеет единственного числа). Размеры поля, расположение и длина слова могут варьироваться, тем не менее количество пустых клеток в начале игры должно быть чётным, чтобы у обоих игроков было одинаковое количество ходов (слов).
Во время своего хода игрок может добавить букву в клетку, примыкающую по вертикали/горизонтали (в варианте «Королевский квадрат» также по диагонали) к заполненной клетке таким образом, чтобы получалась неразрывная и несамопересекающаяся прямоугольная ломаная («змейка») из клетки с добавленной буквой и других заполненных клеток, представляющая собой слово (соответствующее описанным выше требованиям), или пропустить ход (если оба игрока трижды подряд пропускают ход, то фиксируется ничья). В течение игры должны соблюдаться также следующие правила:
1. Игроки ходят по очереди (в варианте «Королевский квадрат» для двух игроков ходы двойные, то есть игрок, если не пропускает ход, добавляет подряд две буквы в разные клетки).
2. Каждая клетка содержит только одну букву[3], каждая буква в составленном слове приносит игроку одно очко.
3. Слово должно содержаться хотя бы в одном толковом или энциклопедическом словаре (или энциклопедии), при этом запрещаются аббревиатуры[4], слова с уменьшительно-ласкательными (банька, дочурка, ножик) и размерно-оценочными суффиксами (домина, зверюга, ножища), если такие слова не имеют специального значения, а также слова, не входящие в состав русского литературного языка, то есть вульгаризмы, диалектизмы и жаргонизмы (имеющие словарные пометы вульг., диал., обл., жарг. и аналогичные, например, сокращённые названия соответствующих регионов)[5].
4. Слова в одной игре повторяться не могут, даже если это омонимы (в варианте «Королевский квадрат» запрещается составление слов, уже образовавшихся на игровом поле, даже если они не были составлены ни одним из игроков).

Игра заканчивается тогда, когда либо заполнены все клетки, либо невозможно составить очередное слово согласно указанным выше правилам. Выигрывает тот игрок, который наберёт большее количество очков, кроме случая ничьей после троекратного пропуска хода обоими игроками.
Как и в других логических настольных играх для двух участников (шахматы, шашки, рэндзю, го и др.), в игре может использоваться контроль времени для предотвращения намеренного затягивания партии слабым соперником.

### Устный вариант
- Играть могут два или более человек.
- Разрешается использовать только нарицательные существительные в единственном числе и именительном падеже. Жаргонные и составные слова запрещены.
- На всю игру устанавливается определённая очерёдность ходов и количество штрафных очков, до которых ведётся игра. Начинающий называет любую букву.
- Следующий игрок либо делает ход, либо отказывается от хода. Ход заключается в добавлении своей буквы до или после данной ему буквы (буквосочетания), причём нельзя создавать сочетания, не встречающиеся в русском языке, а также сочетания, образующие законченное слово.
- Если игрок отказался от хода, а предыдущий игрок не нарушил правил, то отказавшийся игрок получает штрафное очко. Если же после отказа от хода выясняется, что правила были нарушены, то штрафное очко получает нарушитель.
- После присуждения штрафного очка игра продолжается с нового слова, следующий по очереди игрок называет первую букву.

Возможные модификации:
- Разрешается подставлять очередную букву не только по краям, но и внутрь текущего буквосочетания.
- Разрешается переставлять уже названные буквы, то есть использовать анаграммы. В этом варианте сказанные буквы рассматриваются не как фрагмент слова, а как множество.
- «Aнтибалда»: тот, кто первым завершает слово, зарабатывает выигрышное очко. В этом варианте игры можно набрать несколько очков, пока не будут исчерпаны возможности продолжения.